# Eulàlia de Barcelona

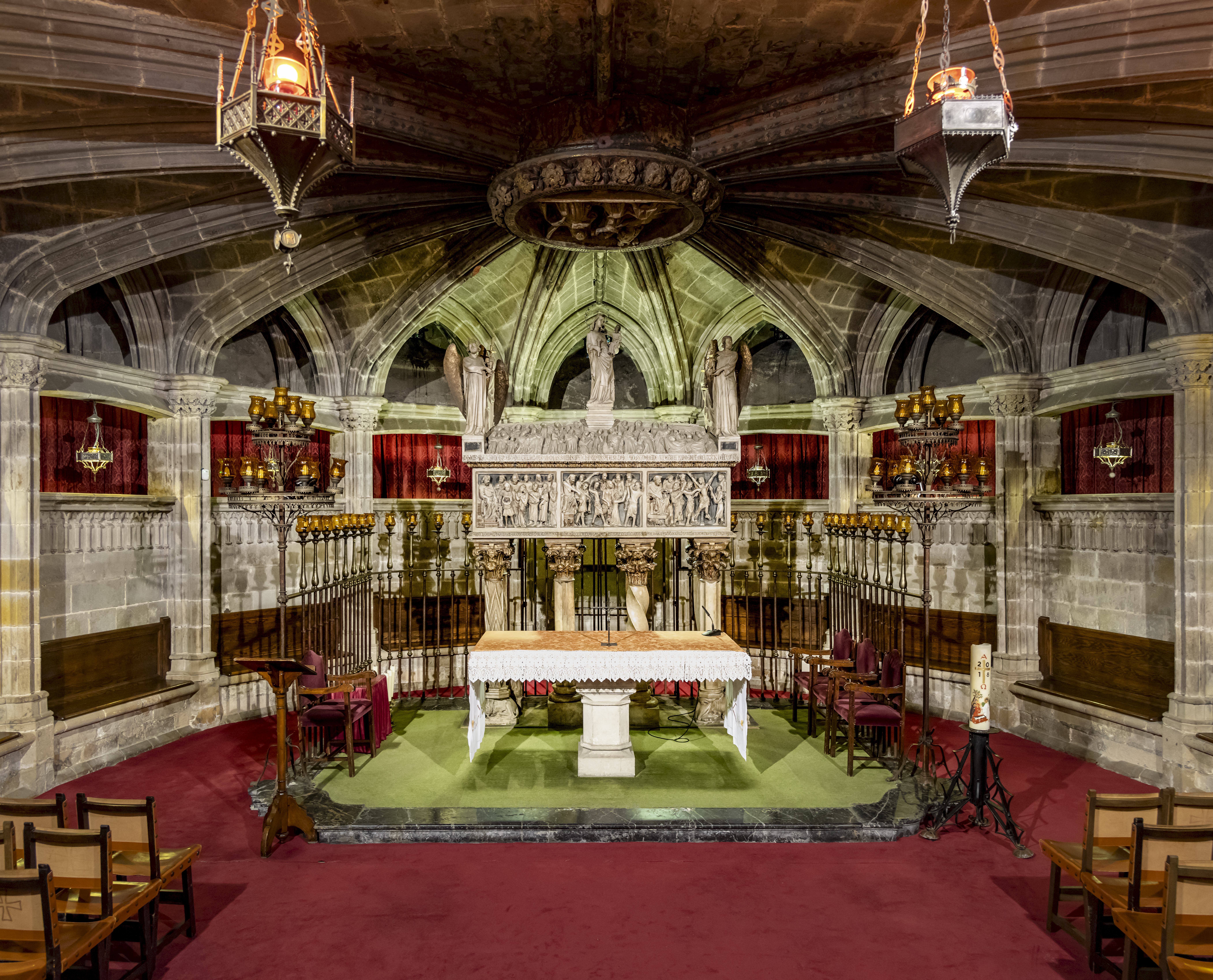
Sepulcre de Santa Eulàlia a la Catedral de Barcelona

Eulàlia de Barcelona (Sarrià, ca. 290 - Barcelona, ca. 303) va ser, segons la tradició, una noia cristiana que va morir per no voler rebutjar la seva fe durant les persecucions de Dioclecià, i que va ser martiritzada i venerada com a màrtir per diferents confessions cristianes. Sembla, però, que es tracta d'una figura llegendària i en realitat inexistent, la llegenda de la qual es va desenvolupar a partir del desdoblament i confusió amb la història de santa Eulàlia de Mèrida. És la copatrona (anomenada erròniament patrona menor, petita o menuda) de la ciutat de Barcelona. Cal tenir en compte que la patrona de la ciutat comtal és la Mare de Déu de la Mercè des del 25 de setembre de 1687 per acord del Consell de Cent, fet ratificat per l'Església. Cal dir, que Santa Eulàlia de Barcelona és també cotitular de la Seu barcelonina, que va ser consagrada i dedicada originalment a la Santa Creu.

## Historicitat

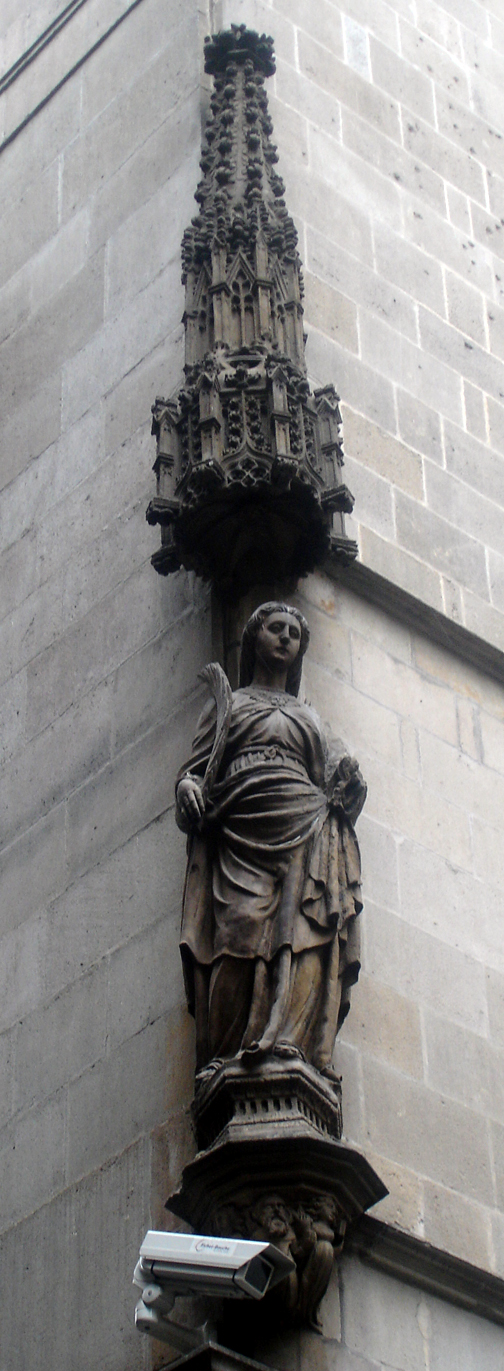
Imatge del s. XVI a la façana antiga de la Casa de la Ciutat de Barcelona

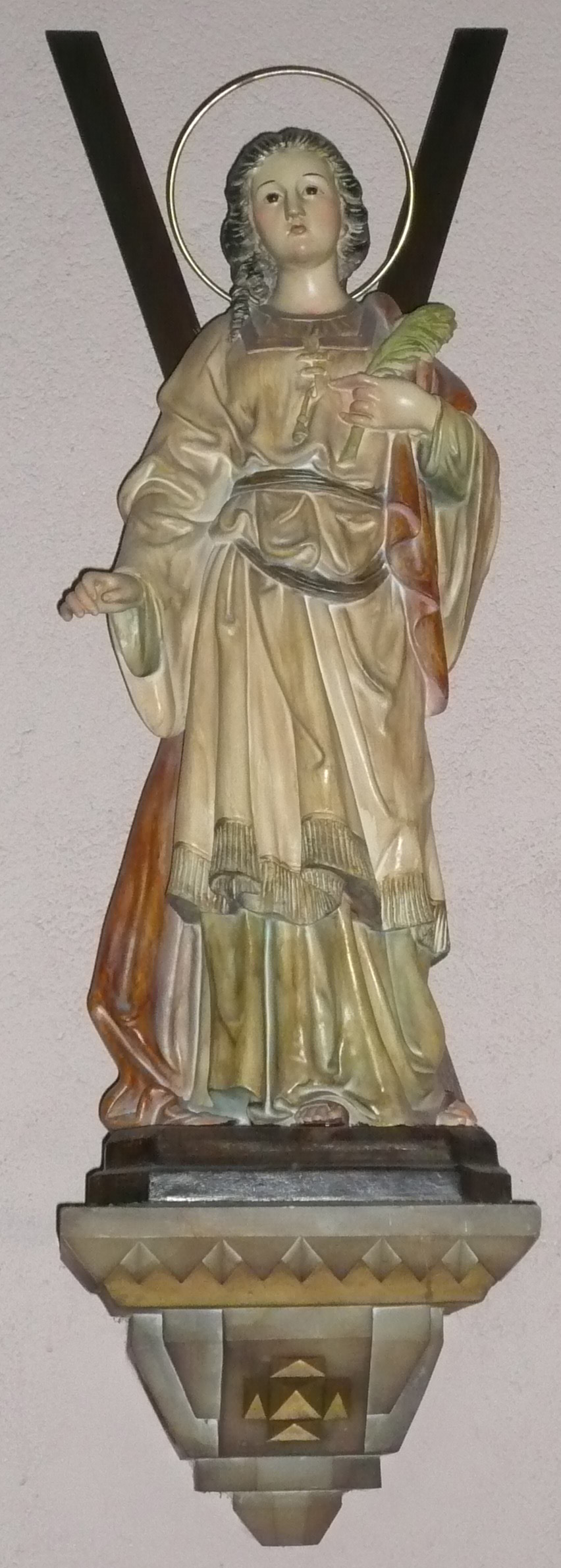
Imatge a l'església dels Josepets, a Gràcia

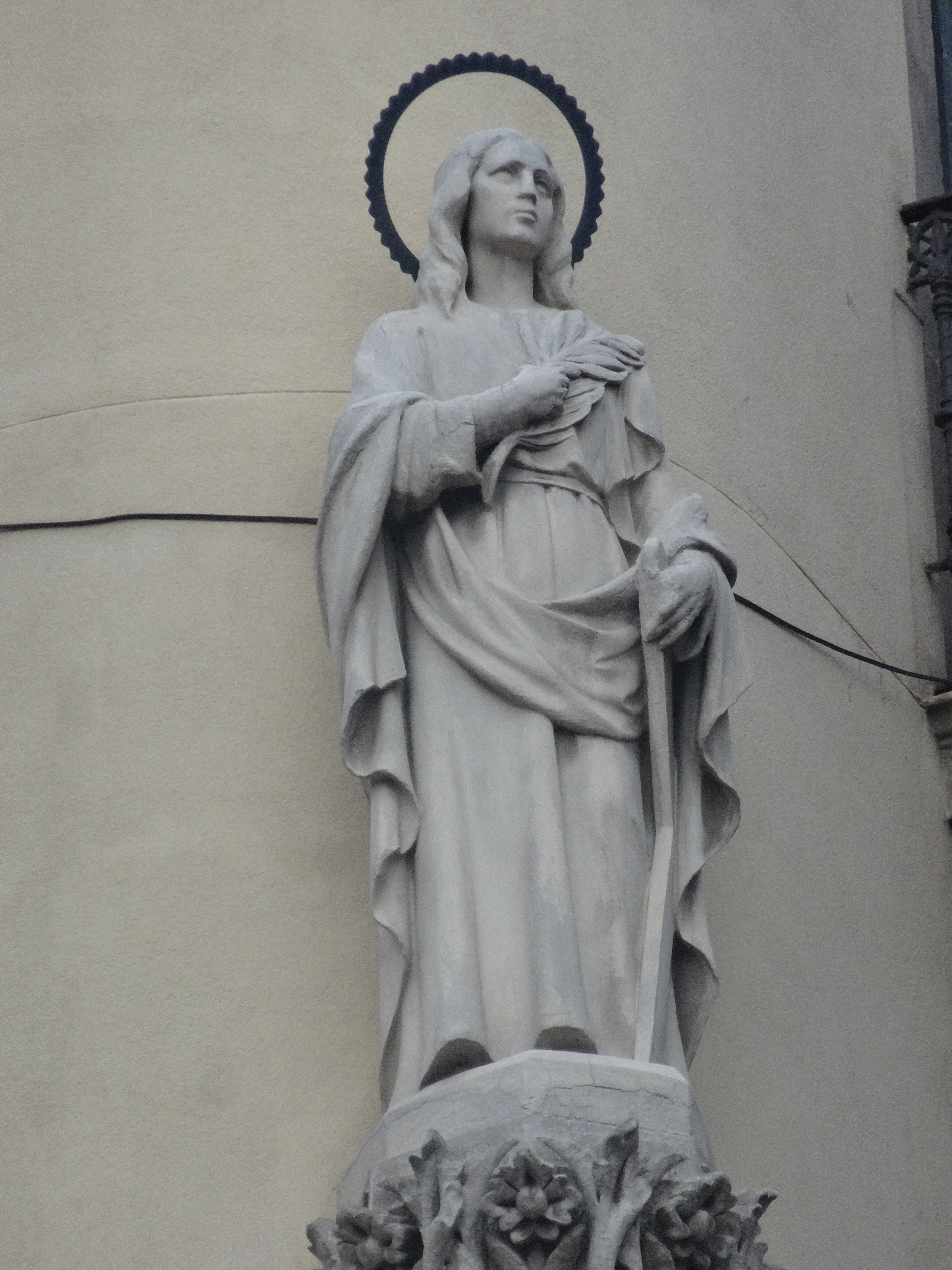
Estàtua d'Eduard Alentorn al Pla de la Boqueria de Barcelona

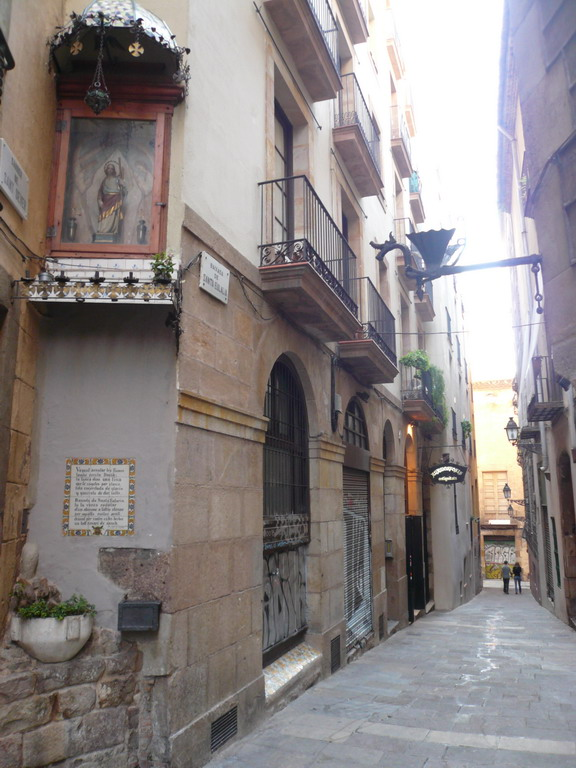
La Baixada de Santa Eulàlia, a Barcelona, amb la capelleta i una placa de rajola amb uns versos de Jacint Verdaguer

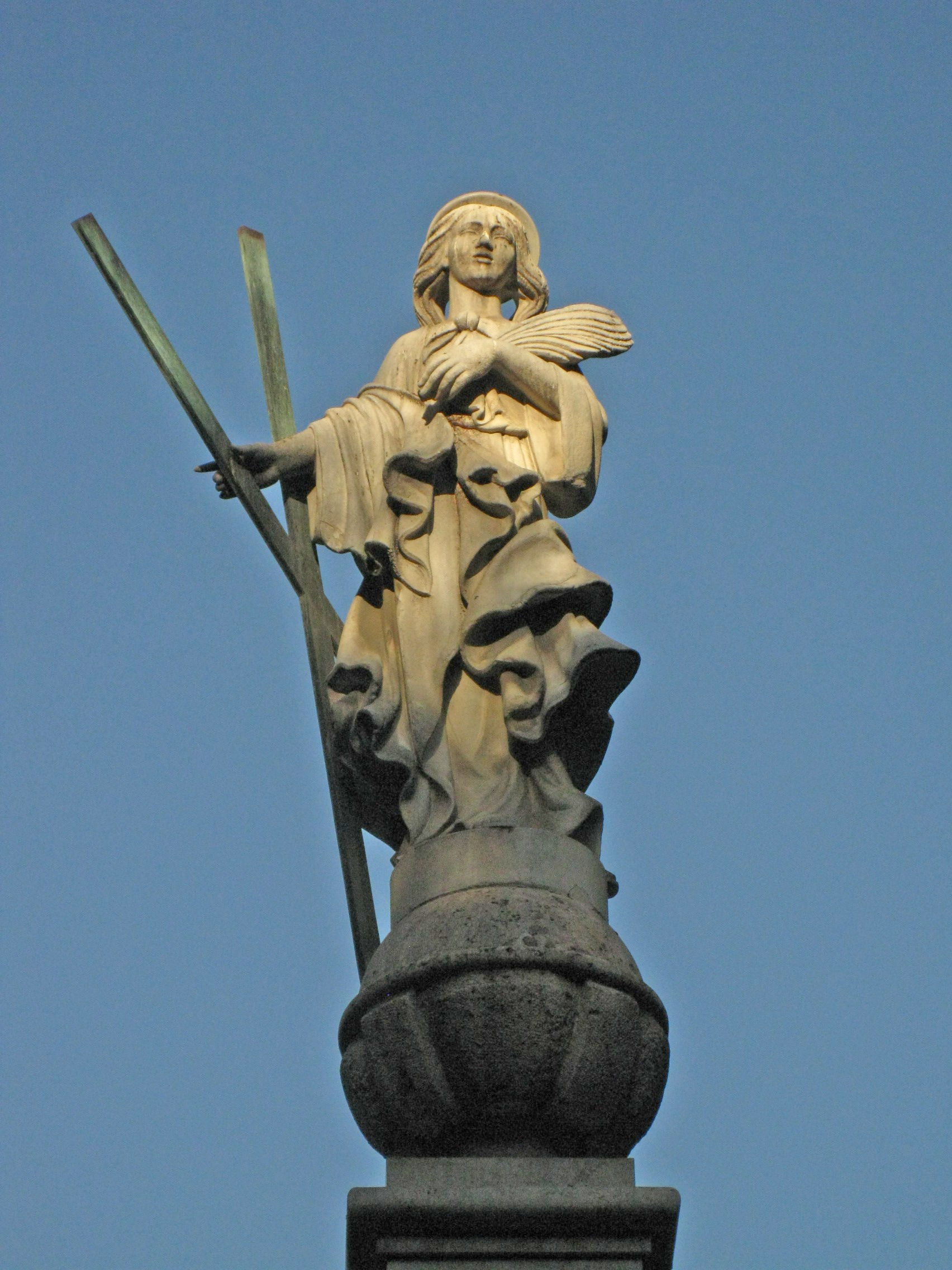
Santa Eulàlia de la Plaça del Pedró

Hi ha seriosos dubtes sobre la historicitat de la narració del seu martiri, i fins i tot sobre si la seva llegenda no és una versió local de la de santa Eulàlia de Mèrida, ja que el primer testimoni escrit que se'n té és un himne de Quirze de cap al 660, o sigui, més de tres segles després de la seva època. La tradició que la fa originària de Sarrià encara és posterior. La llegenda barcelonina reprodueix gairebé literalment els fets i turments, a més del nom, de la santa de Mèrida, la qual cosa fa pensar en una de les típiques duplicacions de personalitat hagiogràfica que es van donar durant l'Alta Edat Mitjana.
Les seves despulles foren localitzades el 878 pel bisbe Frodoí a Santa Maria de les Arenes, on avui hi ha Santa Maria del Mar, i traslladades solemnement a la catedral, on al segle xiii van instal·lar-les a la cripta, en un nou sarcòfag gòtic d'estil pisà.
El 2004 Santa Eulàlia de Barcelona va ser retirada del Martirologi romà, passant a ser una "santa tradicional". Tot i això, i com sol succeir en casos similars, s'autoritza el culte a aquesta Santa en l'àmbit local perquè està fermament arrelat.

## Llegenda

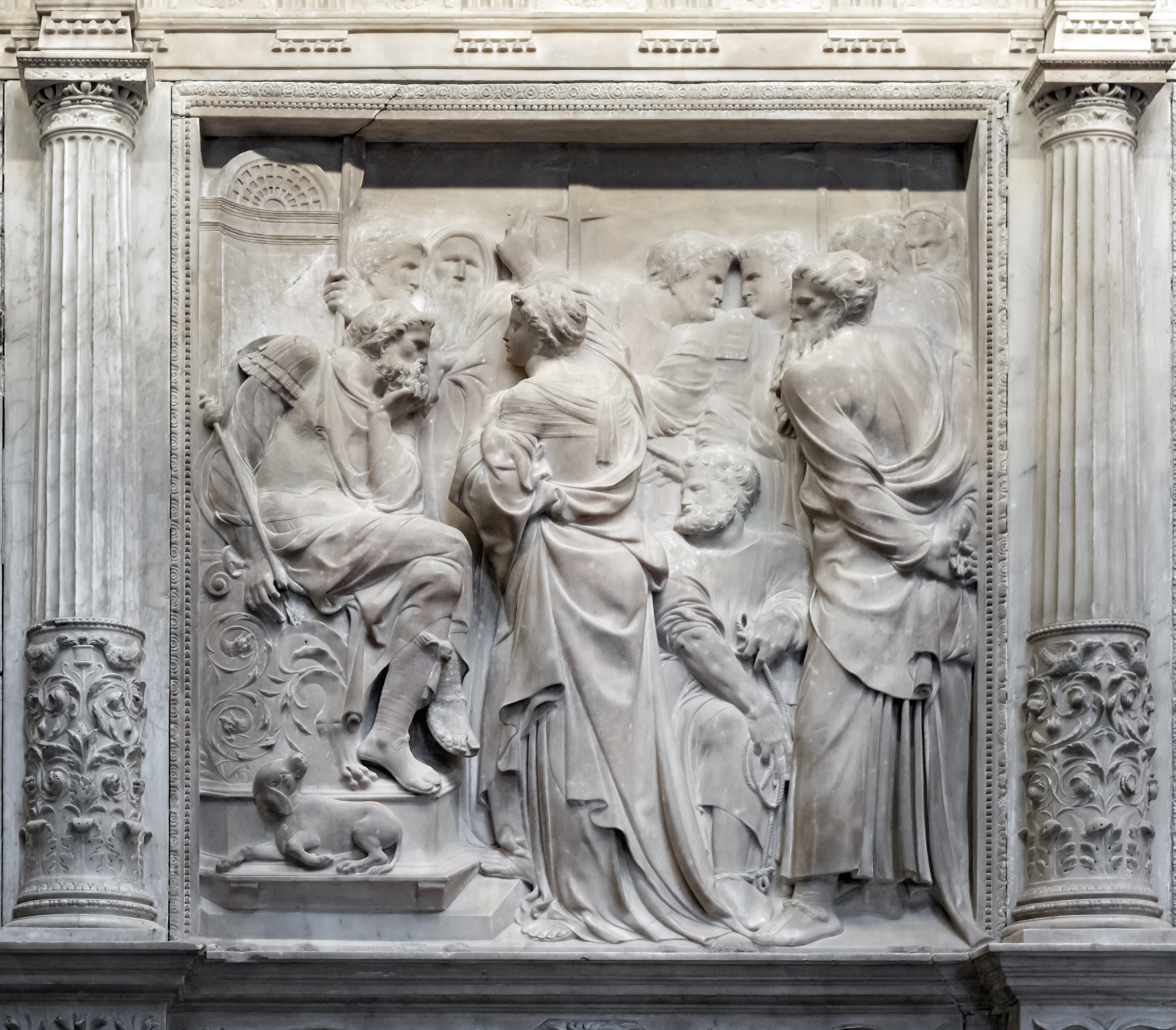
Eulàlia davant Decià, relleu de Bartolomé Ordóñez, s. XVI, al rerecor de la Catedral de Barcelona.

Segons la tradició local, Eulàlia fou una noia del Pla de Barcelona, més concretament, del Desert de Sarrià, del final del segle iii. Educada en el cristianisme, encara nena, amb tretze anys i durant la persecució de Dioclecià contra els cristians que va dur a terme el prefecte Decià, no va voler renunciar a la seva fe i fou condemnada a patir diferents turments, fins que, en veure els jutges que no servien per fer-la abjurar del cristianisme, la van condemnar a morir a la creu en forma d'aspa.
D'acord amb la llegenda, la noia va patir tretze turments, tants com anys tenia. Fou assotada, se li va estripar la carn amb garfis, li'n posaren els peus sobre brases roents, li tallaren els pits, li fregaren les nafres amb pedra tosca, li aplicaren oli bullent a les ferides, la van ruixar amb plom fos i la van llançar a una bassa de calç. A més, fou ficada en una bóta plena de vidres que van fer rodolar, va ésser cremada a una foguera, tancada amb puces perquè la piquessin i, finalment, crucificada: va morir a la creu.

### Tradicions barcelonines
Eulàlia, mentre era a casa seva, tenia cura de les oques que s'hi criaven. Per aquest motiu, al claustre de la Catedral de Barcelona hi ha de forma permanent tretze oques, tantes com els anys que tenia en morir, de color blanc, com a símbol de la seva puresa.
La santa vivia als afores de la ciutat, a Sarrià; vora la seva casa hi havia un bosc de xiprers. Un dia que la santa hi passejava, tingué una aparició: un àngel li digué que fóra santa i patrona de Barcelona i, en record del prodigi, els xiprers es van convertir en palmeres, arbre llavors desconegut a la ciutat. Per això, la finca de Sarrià tenia palmeres i era coneguda com el Desert de Sarrià.
Quan les restes de la santa van ser traslladades de Santa Maria de les Arenes a la Catedral, el 878, en arribar la processó al portal de la ciutat, que era on ara hi ha la Plaça de l'Àngel, l'arca on anaven les restes va prendre un pes tan gran que no va poder ser moguda i van haver de deixar-la a terra. Malgrat els intents d'aixecar-la, no hi havia manera de poder continuar la translació i es va pregar perquè el Cel enviés un senyal que permetés conèixer-ne la causa. Un àngel s'aparegué llavors i assenyalà amb el dit un dels canonges que prenia lloc a la processó: el sacerdot, penedit, va confessar que, en fer el trasllat de les restes de la santa a l'arca, se n'havia quedat un dit, com a relíquia i, en tornar-lo al seu lloc, van poder tornar a aixecar l'arca i continuar la cerimònia: la santa no volia entrar "incompleta" a la seva ciutat. Per aquest motiu, l'antiga Plaça del Blat va canviar el nom i passà a dir-se Plaça de l'Àngel i l'actual carrer de la Llibreteria prengué el nom de Baixada de Santa Eulàlia, a més, s'hi instal·là al portal l'escultura d'un àngel de planxa de coure que assenyalava cap avall, i una altra de santa Eulàlia.
Moltes dones i noies duen el nom de Laia, que és una adaptació del nom "Eulàlia", que en grec significa "ben parlada"

#### Llocs relacionats amb el martiri de la santa
Un dels turments que va patir va consistir a ficar-la nua en una bóta plena de claus i vidres i llançar-la rodolant tretze cops per un pendent, l'actual carrer anomenat Baixada de Santa Eulàlia, on hi ha una imatge de la santa en una petita capella. Per commemorar aquest fet, la diada de la santa, els fidels pujaven i baixaven aquest carrer tretze cops, simbolitzant el recorregut de la bóta. També per això, Santa Eulàlia era patrona del gremi de boters.
Un altre turment fou el del foc, lligada la jove a una estaca; miraculosament, però, les flames s'apartaven del cos d'Eulàlia per dirigir-se contra els seus botxins. L'episodi és un dels que està representat als relleus del rerecor de la Catedral de Barcelona.
Després d'ésser fuetejada, va ser tancada en una presó, en un calabós ple de puces per tal que li piquessin les ferides. Aquesta presó, deia la llegenda, era al carrer de la Volta de Santa Eulàlia. Per això, el 12 de febrer, les puces són més grosses i piquen amb més furia. El sol, avergonyit d'aquest martiri, no vol entrar en aquest carreró, habitualment fosc i només l'il·lumina la diada de Santa Eulàlia.
La santa havia estat empresonada, també, a la Volta del Remei o al número 7 del carrer del Call.
Diu la llegenda que, després de dotze turments, finalment la van clavar tota despullada en una creu en forma d'aspa (forma coneguda com a creu de Santa Eulàlia, o de Sant Andreu). En aquell moment, per preservar la seva intimitat i que ningú no la veiés nua, li van créixer els cabells fins a tapar-la o, segons altres versions, va començar a nevar fins que va quedar coberta per la neu. Va morir a la creu i la seva ànima va volar, en forma de colom blanc que li va sortir de la boca.
Diversos llocs de Barcelona reclamaven l'honor d'haver estat l'indret de la mort de la santa: els més anomenats eren el Pla de la Boqueria (motiu pel qual, a la casa de la Rambla fa cantonada amb el carrer de la Boqueria, hi ha l'escultura de la santa presidint el lloc) i la Plaça del Pedró, on es va erigir un monument commemoratiu al segle xvii que fou destruït arran de la guerra civil de 1936-39 i reconstruït posteriorment. Se'n conserva, però, el cap de la imatge de santa Eulàlia que el coronava originalment, obra de Lluís Bonifaç, que es troba al Museu d'Història de Barcelona.

#### Altres llocs
Joan Amades diu que al número 9 del Portal de l'Àngel, davant del Palau Barberà, hi havia una pedra que Eulàlia, quan venia a la ciutat a cavall d'un ruquet per anar a costura, feia servir per descavalcar-ne.
Fins al 1423, el carrer del Bisbe va dir-se carrer de Santa Eulàlia; la porta de Santa Eulàlia de la catedral, amb una imatge en terra cuita de la santa, dona a aquest carrer.

## Iconografia
Se la representa com una noia jove, vestida amb túnica i mantell. Entre els seus atributs destaca la creu en aspa amb la que va ser martiritzada. També porta la palma que identifica genèricament els màrtirs cristians i, a vegades, un llibre. És difícil establir una diferenciació clara entre la iconografia d'Eulàlia de Barcelona i la d'Eulàlia de Mèrida perquè tendeixen a confondre's, tot i que la creu en aspa seria, en principi, un atribut més característic de la santa barcelonina (igual que el fornet ho seria de la de Mèrida).
Obresː
- Sepulcre de santa Eulàlia a la cripta de la Catedral de Barcelona. S. XIV
- Pintures murals de la capella de Sant Miquel del Monestir de Pedralbes de Barcelona. S. XIV
- Missal de Santa Eulàlia il·lustrat per Rafael Destorrents. 1403 (Catedral de Barcelona)
- Mare de Déu dels Consellers, de Lluís Dalmau. 1445, MNAC.
- Imatge de terracuita que es trobava al timpà d'un dels portals del claustre de la Catedral de Barcelona, obra d'Antoni Claperós
- Tríptic amb la Mare de Déu, Santa Caterina i Santa Eulàlia, de Joan Mates (Museu Episcopal de Vic)
- Compartiments d'un retaule dedicat a Santa Eulàlia, de Bernat Martorell (Museu Episcopal de Vic)
- Retaule de Santa Eulàlia de Pardines, de Bernat Despuig i Jaume Cirera (Museu Episcopal de Vic)
- Relleus del rerecor de la Catedral de Barcelona, obra de Bartolomé Ordóñez i Pere Villar
- Taula pintada de començaments del segle xvi, procedent del monestir de Sixena, on apareix representada al costat de santa Madrona (Museu de Lleida)
- Bandera de Santa Eulàlia. S. XVII (MUHBA)
- Imatge d'argent de Santa Eulàlia, obra de Joan Perutxena. 1644. Catedral de Barcelona.
- Sostre de la sala capitular de la catedral d Barcelona, pintat per Pau Priu (1705)
- Santa Eulàlia, d'Eduard Batiste Alentorn al Pla de la Boqueria de Barcelona. 1900.
- Imatge de Santa Eulàlia que corona l'obelisc de la Plaça del Pedró. Obra de Frederic Marès que susbtitueix l'original de Lluís Bonifaç destruït l'any 1936. D'aquesta imatge destruïda de Bonifaç només se'n conserva el cap al MUHBA
- Estàtua d'Eusebi Arnau a l'exterior de l'edifici d'administració de l'Hospital de Sant Pau
- L'edició en caset de l'àlbum "Santa Eulàlia" del grup Bocc, editat per Pesta Negra el 2021, il·lustrada per Narcís Boter Jaume.